# Хэллоуин (фильм, 1978)
«Хэ́ллоуин» (англ. Halloween; США, 1978 года) — американский слэшер режиссёра и композитора Джона Карпентера. Главные роли исполнили Джейми Ли Кёртис, Дональд Плезенс и Ник Кастл.
Фильм рассказывает о серийном убийце Майкле Майерсе, совершившем побег из психиатрической лечебницы, в которую он был помещён после того, как в шестилетнем возрасте убил старшую сестру, и вернувшемся в родной город Хэддонфилд.
«Хэллоуин» считается классическим фильмом, оказавшим огромное влияние на весь жанр фильмов ужасов. В 2006 году Библиотека Конгресса внесла «Хэллоуин» в Национальный реестр фильмов, как фильм, «имеющий культурное, историческое или эстетическое значение».
При бюджете в 325 000 долларов фильм собрал 47 миллионов долларов только в Соединённых Штатах, что сделало его одним из самых коммерчески успешных независимых фильмов в истории.
«Хэллоуин» создавался под сильным влиянием «Психо» Альфреда Хичкока. В свою очередь, коммерческий успех «Хэллоуина» вызвал появление целого жанра фильмов о серийном убийце, преследующем подростков, получившего название «слэшер». Многие приёмы и сюжетные ходы, использованные в «Хэллоуине», со временем стали своеобразными клише в фильмах ужасов. За выходом «Хэллоуина» последовала серия сиквелов, вместе составляющих цикл фильмов о Майкле Майерсе.

## Сюжет
В ночь на Хэллоуин 1963 года в городе Хэддонфилд (штат Иллинойс) шестилетний мальчик Майкл Майерс жестоко убил ножом (8 ударов) свою семнадцатилетнюю сестру Джудит, после того, как он увидел, что она хотела заняться любовью с приятелем. Его помещают в психиатрическую больницу в городке Смитс Гроув под наблюдение психиатра Сэма Лумиса (Дональд Плезенс). Всё время, которое Майерс провёл в больнице, он ни с кем не разговаривал и безразлично смотрел на стену.
Ровно через пятнадцать лет после убийства, когда Лумис собрался привезти Майерса из лечебницы в суд, Майерс совершает побег, угоняет автомобиль и возвращается в Хэддонфилд. В тот же день знакомая семьи Майерсов — семнадцатилетняя девушка Лори Строуд (Джейми Ли Кёртис) — приносит к их дому и кладёт под дверь ключи. Майерс начинает преследовать Лори и её друзей. Несколько раз он попадается Лори на глаза в белой маске и тут же исчезает. Всё это время его разыскивает Лумис.
Вечером того же дня Лори, которая должна была присматривать за восьмилетним мальчиком Томми Дойлом у него дома, встречает свою подругу Энни Брэкетт, которая должна присматривать за девочкой Линдси Уоллес. Энни договаривается, что проведёт вечер Хэллоуина с другом, а Линдси переночует с Лори в доме Дойлов. Но когда Энни садится в машину, чтобы уехать, Майерс её убивает. Томми через окно видит, как Майерс заносит тело Энни в дом Уоллесов, и рассказывает об этом Лори, но она ему не верит и укладывает детей спать. Чуть позже Майерс убивает ещё одну подругу Лори, Линду, и её друга, которые рассчитывали провести Хэллоуин в пустом доме Уоллесов.
За несколько мгновений до своей гибели Линда звонит Лори, но не успевает ничего сказать. Лори слышит её хрип в трубке, но решает, что это розыгрыш. Вскоре, терзаясь сомнениями, она приходит в дом Уоллесов и находит три тела и надгробие Джудит Майерс, которое принёс с кладбища Майкл. Убийца нападает на Лори, она убегает обратно в дом Дойлов, Майерс её преследует. В это время дети просыпаются, выбегают на улицу и натыкаются на Лумиса. Лори удаётся нанести Майерсу несколько серьёзных ранений, в том числе заострённой металлической вешалкой в прорезь маски, но это его не останавливает. Когда Майерс почти задушил Лори, её спасает Лумис. Он шесть раз стреляет в Майерса, и тот падает из окна второго этажа. Лумис подходит к балкону и видит, что Майкл исчез. Он смотрит в ночь, в то время как напуганная Лори плачет. В финале показываются все места, где был Майкл, и слышно его дыхание, указывающее на то, что он может быть где угодно.

## Создатели фильма
| - Режиссёр — Джон Карпентер - Сценарий — Джон Карпентер, Дебра Хилл - Оператор — Дин Канди - Монтаж — Чарльз Борнстайн, Томми Ли Уоллес - Художник-постановщик — Томми Ли Уоллес - Композитор — Джон Карпентер - Продюсеры — Мустафа Аккад, Ирвин Ябланс, Кул Ласби, Дебра Хилл, Джон Карпентер | - Ник Кастл — Майкл Майерс - Тони Моран — Майкл Майерс (в эпизоде, где показано его лицо) - Уилл Сэндин — Майкл Майерс (в возрасте 6 лет) - Дебра Хилл — Майкл Майерс в возрасте 6 лет (его руки)\Майкл Майерс (в эпизоде, где Майкл следит за Томми Дойлом) - Томми Ли Уоллес — Майкл Майерс (в эпизоде, где Майкл ломится в шкаф) - Джеймс Уинбёрн — Майкл Майерс (в эпизоде, где Майкл в финале падает с балкона) - Дональд Плезенс — Доктор Сэм Лумис - Джейми Ли Кёртис — Лори Строуд - Нэнси Кайс (под псевдонимом Нэнси Лумис) — Энни Брэкетт - Пи Джей Соулс — Линда ван дер Клок - Кайл Ричардс — Линдси Уоллес - Брайан Эндрюс — Томми Дойл - Чарльз Сайферс — Шериф Ли Брэкетт - Нэнси Стивенс — Мэрион Чэмберс - Сэнди Джонсон — Джудит Маргарет Майерс |

## История создания
Джон Карпентер начал сотрудничество с продюсером Ирвином Яблансом после выхода своего второго фильма, «Нападение на 13-й полицейский участок». Независимая кинокомпания Ябланса организовывала его прокат в Европе. На фестивале в Милане Ябланс познакомился с англичанином по имени Майкл Майерс, который стал европейским дистрибьютором фильма и поспособствовал его продвижению на фестивалях.
Впоследствии главный герой «Хэллоуина» был назван в его честь. На одном из показов фильма на кинофестивале в Лондоне Карпентер вместе со своей тогдашней подругой (она уже работала с Карпентером над «Налётом на 13-е отделение полиции») Деброй Хилл познакомились с партнёром Ябланса бизнесменом сирийского происхождения Мустафой Аккадом.
Ябланс в то время желал пробиться на американский рынок с фильмом ужасов про психопата, который убивает нянь (тогда и родилось первое название фильма «Убийства нянек», англ. The Babysitter Murders). Ябланс позже говорил об этой идее: «Я думал о том, что это подходящая для фильма в жанре хоррор тема, и хотел сделать картину, которая бы имела такое же влияние, как „Экзорцист“» (I was thinking what would make sense in the horror genre, and what I wanted to do was make a picture that had the same impact as „The Exorcist“). Реализовать идею было предложено Джону Карпентеру.
Съёмки фильма профинансировал Мустафа Аккад, выделив сравнительно небольшую сумму в 325 000 долларов, которые остались после съёмок другого проекта Аккада, фильма «Омар Мухтар». Однако до тех пор Карпентеру не приходилось работать даже с таким бюджетом: «Налёт на 13-е отделение полиции» был снят всего за 100 000. «Я тогда был безработным, и 300 тысяч казались мне огромной суммой» (I was unemployed at the time, so I was thinking $300,000 is a lot of money), — говорил Джон Карпентер.
Половина бюджета была потрачена на камеры «Panavison», обеспечившие соотношение сторон экрана 2,35:1.
Из-за маленького бюджета реквизит часто изготавливался из подручных материалов или приобретался в дешёвых магазинах. Актёры часто снимались в собственной одежде, весь гардероб Джейми Ли Кёртис был куплен в сетевом магазине J.C. Penney примерно за сто долларов. Маску Майкла Майерса сделал Томми Ли Уоллес, давний друг Карпентера, который был одновременно художником фильма, арт-директором и одним из монтажёров. Он купил в магазине маску капитана Кирка из сериала «Звёздный путь» за 1 доллар 98 центов, расширил глазницы и покрасил маску в белый цвет. До того рассматривалась возможность нарядить Майерса в маску клоуна.

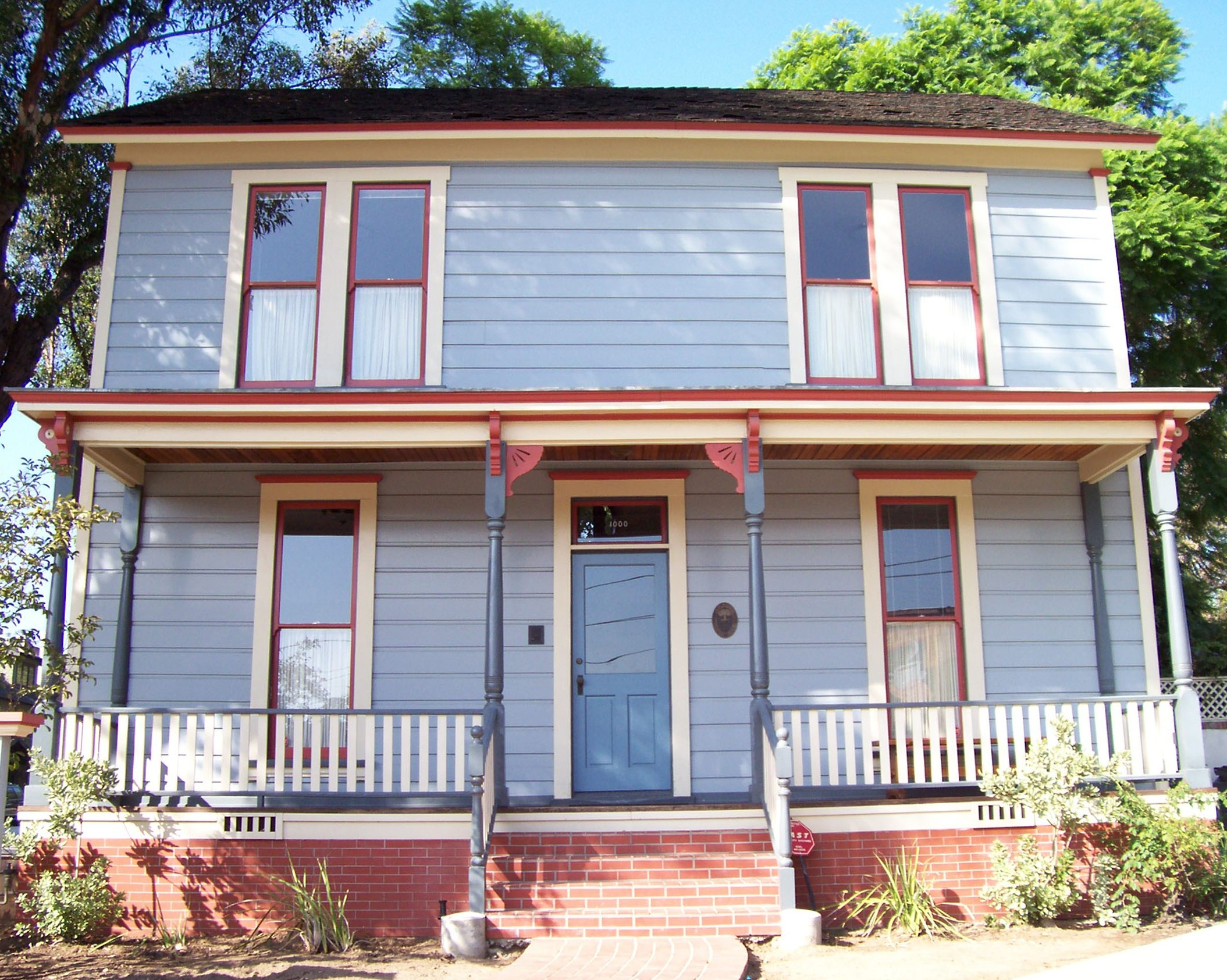
«Дом Майерсов» в Южной Пасадене.

Фильм «Хэллоуин» был снят всего за 21 день весной 1978 года. Последней была снята стартовая сцена фильма (убийство Джудит Майерс). Съёмки проходили в Южной Пасадине, Сьерра-Мадре и Голливуде (Калифорния). В качестве дома Майерсов был использован заброшенный дом в Южной Пасадене, принадлежавший церкви. Для съёмок сцены убийства Джудит съёмочная группа обставила дом мебелью и провела электричество.
За свою работу в качестве режиссёра и композитора Джон Карпентер получил 10 тысяч долларов, также ему полагалось 10 % от прибыли.

### Написание сценария
Сценарий был написан Карпентером и Хилл за три недели. По словам Хилл, при работе над сюжетом они вдохновлялись языческими традициями, связанными с празднованием Хэллоуина, такими как Самайн, хотя непосредственно в развитии сюжета они не задействованы:

«Главная мысль была в том, что зло убить невозможно… Мы вернулись к старой идее Самайна, по которой Хэллоуин — это ночь, когда все души вырываются, чтобы сеять насилие среди живых, и тогда пришли к сюжету о самом зловещем ребёнке из всех живших на свете. А затем Джон придумал фабулу о городке, хранящем мрачную тайну, связанную с некогда жившим в нём человеком, и вот теперь зло вернулось…»
Оригинальный текст (англ.)The idea was that you couldn't kill evil... We went back to the old idea of Samhain, that Halloween was the night where all the souls are let out to wreak havoc on the living, and then came up with the story about the most evil kid who ever lived. And when John came up with this fable of a town with a dark secret of someone who once lived there, and now that evil has come back...

Хилл написала почти все диалоги, в которые вовлечены женские характеры, а Карпентер — реплики Лумиса о Майкле.
Известно, что Карпентер был знаком с канадским фильмом ужасов «Чёрное Рождество» режиссёра Боба Кларка, снятом в 1974 году. Героем фильма также был серийный убийца, преследовавший подростков, и в нём были реализованы некоторые приёмы, затем использованные Карпентером в «Хэллоуине», такие как ведение съёмки от лица убийцы. После того, как «Хэллоуин» добился колоссального коммерческого успеха в прокате и был высоко оценён критиками, Кларк заявлял, что сам предложил Карпентеру снять сиквел «Чёрного рождества», действие которого происходило бы уже не на рождество, а на Хэллоуин.
По другой версии, Карпентер знал о намерении Кларка снять подобный сиквел и поэтому перед началом работы над своим фильмом получил его разрешение на использование Хэллоуина в качестве времени действия фильма. Всё это стало поводом для периодически появляющихся утверждений о том, что сюжет «Хэллоуина» является плагиатом. Однако критики отмечали и существенные различия между двумя фильмами (в частности, образ маньяка). Поэтому утверждения о плагиате по всей видимости не имеют под собой реальных оснований.

### Кастинг

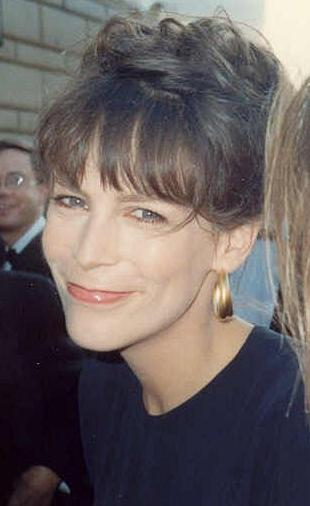
Джейми Ли Кёртис (1989 год)

Небольшой бюджет фильма сделал невозможным привлечение актёров первой величины, поэтому на некоторые роли были приглашены начинающие актёры, такие как Джейми Ли Кёртис. Гонорары актёров были очень скромными: больше всех (20000 долларов) получил Дональд Плезенс, Джейми Ли Кёртис получила 8000, а игравший Майерса Ник Кастл снимался всего за 25 долларов в день.
Карпентер предлагал роль доктора Сэма Лумиса Питеру Кашингу и Кристоферу Ли, но оба отказались из-за маленького гонорара. Впоследствии Ли говорил, что это было его самой большой ошибкой за всю карьеру. Британский актёр Дональд Плезенс, который согласился на роль, уже был известен и в США: он играл Эрнста Ставро Блофельда в «Живёшь только дважды» из цикла о Джеймсе Бонде. Плезенс сначала отнёсся к предложению Карпентера без энтузиазма, но его дочь, посмотрев «Нападение на 13-й участок», убедила его сняться у Карпентера.
На роль Лори Карпентер сначала планировал Энн Локхарт, но она отказалась. По словам Дебры Хилл, одной из причин, по которой на роль взяли Джейми Ли Кёртис, стало то, что она была дочерью Джанет Ли, звезды «Психо»: это должно было дать фильму дополнительную рекламу. Для Кёртис роль Лори стала дебютом в кино. До этого она снималась только в сериалах и на момент съёмок была занята съёмками в сериале "Операция «Юбка», поэтому снималась в основном в вечернее время. Роль в «Хэллоуине» моментально принесла Кёртис известность и титул «королевы крика» (англ. scream queen), идеальной исполнительницы роли жертвы в фильмах ужасов.
Другая малоизвестная на тот момент актриса Нэнси Кайс (у Карпентера она снималась под псевдонимом Нэнси Лумис) сыграла подругу Лори Энни Брэкетт. Кайс уже была известна Карпентеру, так как играла в «Нападении на 13-й участок». Кроме того на момент съёмок «Хэллоуина» она встречалась с Томми Ли Уоллесом. В том же фильме играл Чарльз Сайферс (в «Хэллоуине» — шериф Ли Брэкетт). Роль другой подруги Лори, Линды ван дер Клок, была написана специально для актрисы Пи Джей Соулз, на счёту которой уже была второстепенная роль в «Кэрри». На роль Боба, бойфренда Линды, был приглашён Деннис Куэйд, с которым Пи Джей Соулз в то время встречалась (в том же году они поженились), но из-за занятости Куэйд отказался от роли. Десятилетняя актриса Кайл Ричардс, исполнившая роль Линдси Уоллес, была младшей сестрой Ким Ричардс, которая сыграла роль Кэти в «Налёте на 13-е отделение полиции».
Майкл Майерс

Мальчика, который подходит под описание Майкла Майерса, данное доктором Лумисом, Карпентер видел во время поездки в психиатрическую больницу, обучаясь в Университете Западного Кентукки. На образ Майерса повлиял андроид Стрелок из фильма «Западный мир» в исполнении Юла Бриннера. Сыгравший Майерса Ник Касл был однокурсником Карпентера в Университете Южной Калифорнии.
Никакого конкретного прослушивания на роль Майкла Майерса (в титрах он обозначен как «Призрак» — The Shape) не проводилось, поскольку основной упор ставился на других персонажей. Карпентер и Хилл решили, что ради экономии роль Майкла будет исполнять кто-нибудь из съёмочной группы, кто будет у них «под рукой». В итоге роль Майкла сыграли сразу шесть человек:
- Уилл Сэндин — 6-летний Майкл во вступлении фильма;
- Ник Кастл[8][21] — взрослый Майкл на протяжении большей части его появления в кадре. Кастл, будучи приятелем Карпентера по учёбе в Школе Кинематографии при Университете Южной Калифорнии, постоянно заглядывал на съёмочную площадку, чтобы понаблюдать за съёмками, и в итоге Карпентер предложил ему сыграть Майкла — Кастл приглянулся ему из-за своего высокого роста и интересной походки;
- Дебра Хилл, продюсер фильма (единственный случай, когда Майкла изображала женщина) — рука 6-летнего Майкла во вступлении фильма; панорамные кадры с Майклом на фоне дома Уоллесов, когда его замечает там Томми Дойл; Майкл в сцене, где он следит за Томми Дойлом от его школы;
- Томми Ли Уоллес, художник фильма — Майкл первый раз нападёт на Лори в доме Уоллесов, сталкивая её с лестничного пролёта; Майкл в сцене, где он ломится в шкаф, в котором прячется Лори;
- Тони Моран — лицо Майкла в сцене, где Лори срывает с него маску; Майкл в следующей сцене, где в него стреляет Лумис (Морана в проект привела Дебра Хилл, которая посчитала, что у него ангельски невинная внешность — они с Карпентором решили, что зритель будет очень шокирован такой внешностью Майкла, поскольку вплоть до финала ему внушают, насколько Майкл страшная личность);
- Джим Уилборн, каскадёр — Майкл, падающий из окна в доме Дойлов.
- неназванный дрессировщик — Майкл в сцене, где он убивает собаку Уоллесов.
- сам Джон Карпентер — по неподтверждённым слухам он играл Майкла в некоторых кадрах.

Много позже Карпентер и Хилл, вспоминая всех исполнителей роли Майкла, не смогли вспомнить, кто именно играл его в финальном кадре, когда его тело лежит на земле.
Сцена убийства Джудит снималась самой последней в течение двух ночей, поскольку съёмочная группа всё никак не могла найти ребёнка подходящего возраста на роль 6-летнего Майкла. В итоге рука с ножом, которая появляется перед камерой на протяжении всего видеоряда, принадлежит Дебре Хилл.

### Имена и названия
Большинство имён и географических названий в фильме были взяты Карпентером и Хилл из реальной жизни или из фильмов почитаемого Карпентером Хичкока. Хэддонфилд — это название расположенного в Нью-Джерси родного города Дебры Хилл, а город под названием Смитс Гроув (местонахождение психиатрической лечебницы) находится в Кентукки рядом с родным городом Карпентера Боулинг Хилл.
Лори Строуд и Майкл Майерс — это имена и фамилии реально существовавших людей, которых Карпентер лично знал. Имя Лори Строуд принадлежало его бывшей девушке, а Майклом Майерсом звали одного из европейских дистрибьюторов «Налёта на 13-е отделение полиции». Некоторые персонажи получили имена героев фильмов Хичкока: персонаж по имени Сэм Лумис был в «Психо», причём он тоже в финале спас главную героиню от гибели от руки маньяка, персонаж по имени Томми Дойл — в другом классическом фильме, «Окно во двор», а имя медсестры Мэрион Чемберс образовано из имени и фамилии двух персонажей «Психо». Наконец, шериф Ли Брэкетт (отец Энни) был назван в честь сценаристки Ли Брэкетт, которая вместе с Говадом Хоуксом работала над фильмом 1959 года «Рио Браво», оказавшем влияние на «Налёт на 13-е отделение полиции».

## История проката
Дебютный показ «Хэллоуина» состоялся 25 октября 1978 года в Канзас-Сити (Миссури). Затем фильм был показан в Чикаго и Нью-Йорке, а в дальнейшем — по всей стране. Выход «Хэллоуина» на экраны не сопровождался большой рекламной кампанией, поэтому первое время критики не обращали на него внимания.
Первой восторженной рецензией на «Хэллоуин» в крупном издании стала рецензия Тома Аллена в нью-йоркской газете The Village Voice. Аллен отметил родство «Хэллоуина» с классическими фильмами ужасов «Психо» Альфреда Хичкока и «Ночью живых мертвецов» Джорджа Ромеро и режиссёрские приёмы, позволяющие создать особую атмосферу напряжения («саспенс») — частое использование пауз и съёмки от первого лица.
По словам Берардинелли, именно после рецензии Аллена критики осознали, что фильм заслуживает гораздо больше внимания, чем может показаться на первый взгляд. Влиятельный кинокритик Роджер Эберт в рецензии от 31 октября 1979 года назвал «Хэллоуин» «действительно страшным фильмом» и тоже провёл параллели с «Психо».
«Хэллоуин» собрал 47 миллионов долларов в американском прокате и около 13 миллионов долларов за пределами США. В течение 1979 года фильм был показан во многих европейских странах, Австралии, Гонконге, Японии и странах Латинской Америки. В большинстве стран фильм выходил с ограничениями (не допускались лица до 16 или до 18 лет).
В разное время «Хэллоуин» официально издавался в форматах Video Home System (VHS), компакт-диске, DVD, Universal Media Disc и Blu-ray Disc. В начале 1980-х фильм несколько раз выпускался на VHS компанией Media Home Entertainment; общий оборот проката кассет с фильмом составил 185 миллионов долларов. В 1990-х и 2000-х выходили издания Blockbuster Video (1995 год) и Anchor Bay Entertainment (несколько переизданий отреставрированных версий на VHS и DVD). Последнее на данный момент юбилейное переиздание от Anchor Bay Entertainment (2003 год) включает комментарии Карпентера, Хилл и Джейми Ли Кёртис и документальный фильм Halloween: A Cut Above the Rest. В 2008 году Anchor Bay анонсировала выпуск юбилейного переиздания к 30-й годовщине выхода фильма на шести дисках, в которое войдут реставрированная версия фильма, два сиквела, удлинённая телевизионная версия, документальный фильм и диск в формате Blu-ray.

### Телеверсия фильма
Права на трансляцию фильма по телевидению были проданы каналу NBC за 4 000 000 долларов. Премьерный показ состоялся 30 октября 1981 года, в день премьеры второго фильма. Телеверсия, в отличие от оригинальной, длилась 101 минуту. Специально для неё во время работы над «Хэллоуином 2» Карпентер и Хилл с первоначальным актёрским составом досняли четыре сцены:
- Сцена в психиатрической лечебнице в Смитс Гроув, следующая сразу после вступительной сцены и разворачивающаяся 1 мая 1964 года. Два доктора зачитывают решение, согласно которому Майкл направляется в эту лечебницу и будет в ней находится вплоть до совершеннолетия, после чего предстанет перед судом, как взрослый, а до этого он должен будет дважды в год отмечаться в суде. Лумис протестует, говоря, что местный персонал не готов к работе с такими, как Майкл, и настаивает на том, чтобы того перевели в лечебницу с более строгим режимом. В данной сцене выяснялось, что второе имя Джудит было Маргарет, а Майкла — Обри или Одри.
- Лумис приходит в палату к маленькому Майклу и говорит ему, что он сумел обмануть всех, но только не Лумиса. Майкл молчит и смотрит в окно (сцена позволяла лучше понять более позднюю сцену, где Лумис рассказывает шерифу Брекетту о пребывании Майкла в лечебнице).
- После побега Майкла Лумис идёт по больничному коридору вместе с медсестрой, которая говорит, что это самый удивительный случай за всю историю больницы, потому что Майкл вместо того, чтобы сразу убежать, зачем-то вернулся и выпустил остальных пациентов наружу. Лумис в ярости. Они приходят в палату. В ней всё разгромлено, постель перевёрнута, со стен содраны обои. Лумис спрашивает: «Где он это написал?», в ответ медсестра показывает на внутреннюю сторону двери, где выцарапано слово «сестра».
- После того, как Лори замечает Майкла из окна, следует сцена, где Лори после душа спускается в гостиную. Тут же к ней в дом заходит Линда, которая хотела одолжить блузку. При этом Линда сообщает, что «какой-то парень шёл за ней по пятам, как только она свернула на её улицу». В этой сцене Джейми Ли Кёртис снималась с головой, завёрнутой в полотенце, так как в то время она носила более короткую причёску, чем во время съёмок в первом фильме (аналогично в «Хэллоуин 2» она на протяжении всего съёмочного процесса тоже носила парик).

Поскольку к выходу готовился сиквел, в котором выяснялось, что Лори является сестрой Майкла (что объясняло причины того, почему он её преследовал), то половина вышеупомянутых сцен была снята, чтобы лучше состыковать сюжеты обоих фильмов. Другая же половина была снята, чтобы удлинить хронометраж фильма, так как, по настоянию NBC, какая-то часть сцен (с позволения Дебры Хилл) из оригинальной версии была вырезана, из-за чего фильм не вписывался в формат телевещания:
- В то время как в основной части фильма формат кадра был обрезан по бокам (чтобы получить подходящий для телевещания формат кадра 4:3), во вступительных титрах использовался неаноморфный формат кадра, но границы кадра сверху и снизу были дополнительно затемнены, чтобы создать более плавный переход.
- Силуэт маски поверх кадра в начале фильма был заменён на другой с более чёткими границами глазниц.
- В середине сцены убийства Джудит был вырезан момент, где Майкл концентрируется на ноже в руке.
- Майкл проводит ножом по горлу Энни и она падает головой на руль (в этом варианте получалось, что Майкл просто задушил её).
- Диалог между Линдой и Бобом в фургоне последнего, после того как они подъехали к дому Уоллесов.
- Секс между Линдой и Бобом.
- Майкл всаживает в Боба нож, а потом качая головой смотрит на него (опять же, здесь получалось, что Боб тоже был задушен).
- Когда Майкл душит Линду, был вырезан эпизод, где она срывает с него простыню (аналогично были вырезаны некоторые кадры с Лори, где она в этот момент говорит с Линдой по телефону).
- Сцена, где Лори, увидев тело подвешенного Боба, шарахается к шкафу, где находит тело Линды, в театральной версии прерывается монтажной склейкой, снова демонстрирующей тело Боба. В телеверсии эта склейка отсутствует.
- Крик Лори, когда она видит тело Линды, был заменён на менее пронзительный.
- Майкл вспарывает ножом рукав блузки Лори, прежде чем столкнуть её с лестницы.
- Сцена, где Лори втыкает в шею Майкла спицу, в театральной версии прерывается монтажной склейкой в виде кадра с крупным планом его ножа, который он всаживает в диван позади Лори. В телеверсии эта склейка аналогично отсутствует.
- Лори бьёт Майкла ножом после того, как ткнула его вешалкой.
- Лори, выставив вперёд нож, вылезает из шкафа и пройдя мимо тела Майкла роняет нож.

В 2001 году «Anchor Bay» издала на DVD особую версию, под названием «Halloween: Extended Version», где неотцензурированная театральная версия была дополнена сценами из телеверсии. На Blu-ray эта версия не издавалась.

## Художественные особенности и критика
«Хэллоуин» не только стал знаковым фильмом для жанра хоррор, но ещё и обладает безусловными художественными достоинствами. Фильм отличает особый режиссёрский почерк Карпентера. Как отмечает историк кино Николас Роджерс, критики единодушны в том, что именно режиссура и операторская работа Карпентера принесли «Хэллоуину» оглушительный успех.
Роджер Эберт отмечает, что «Карпентер обладает сверхъестественными способностями, например, использовать передние планы в композиции, а любой, кто любит триллеры, знает о первостепенной важности передних планов» (англ. Carpenter is uncannily skilled, for example, at the use of foregrounds in his compositions, and everyone who likes thrillers knows that foregrounds are crucial).

Майкл Майерс после убийства Джудит

Первые кадры, в которых зритель видит хэллоуиновские тыквы на чёрном фоне, задают тон всего фильма. Камера медленно фокусируется на глазах одной из тыкв, в то время как на заднем плане звучит главная музыкальная тема фильма. Историк кино Дж. П. Телотт отмечает, что эта сцена показывает, что одним из основных вопросов, которые ставятся в фильме, будут «то, как мы видим себя и других, и обстоятельства, которые часто сопутствуют нашей обычной манере восприятия».
Многие сцены в фильме сняты с помощью технологии Panaglide с точки зрения одного из героев, так что зритель словно участвует в разворачивающихся на экране событиях. В том числе так снята знаменитая сцена убийства Джудит Майерс: зритель непрерывно видит происходящее глазами Майкла, а потом через прорези маски, надетой на его лицо. Особенно эффектной делает сцену момент, когда Майкл выходит из дома: когда маску срывают с лица Майкла, камера резко меняет своё положение и оказывается направлена на него со стороны, и только теперь зритель видит, что убийца — маленький мальчик с невинным лицом и в костюме клоуна. Два года спустя эта же техника съёмки будет успешно применена в классическом фильме ужасов Стэнли Кубрика «Сияние».
Карпентер создал особую атмосферу страха (саспенс), когда зритель держится в напряжении на протяжении всего фильма, но при этом на экране демонстрируется минимум сцен насилия и практически отсутствует кровь. Для нагнетания напряжения использовались другие способы: медленное движение камеры, особая музыка, подбор цветовой гаммы. Кинокритик Джин Сискел описал этот метод следующим образом: Карпентер «снова и снова заставляет ожидать потрясения, а затем откладывает это потрясение на некоторое время».
По словам Дебры Хилл, создатели фильма «не хотели, чтобы фильм был кровавым. Мы хотели, чтобы он был похож на чёрта из табакерки». Для создания нужного эффекта Карпентер специальным образом инструктировал актёров. Как вспоминает Джейми Ли Кёртис, для того, чтобы эмоции её персонажа соответствовали замыслу режиссёра, Карпентер придумал «шкалу ужаса» (fear meter): режиссёр называл уровень, а актриса соответственно изображала разные эмоции. По словам Кёртис, инструкции выглядели примерно как «Здесь будет 7, здесь — шесть, а в сцене, которую мы будем снимать вечером, где-то 9 с половиной».
Как пример искусной реализации саспенса часто приводят сцену, когда Лори с подругами идут из школы, а Майерс незаметно для них наблюдает из машины.
Пугающий эффект возникает благодаря различным, на первый взгляд малозначительным нюансам: освещению, падению тени на дорогу и деревья. Машина Майерса на мгновение останавливается, но потом снова начинает движение и уезжает от девушек, как будто Майерс в это мгновение решил напасть на девушек, но тут же передумал. Как выразился один из критиков, «нечасто пугающими бывают сцены фильма ужасов, действие которых происходит средь бела дня».

Майкл Майерс

Важную роль в фильме играет и образ маньяка. В отличие от многих триллеров, в «Хэллоуине» убийца известен с самого начала. Детали внешности Майерса (тёмный бесформенный комбинезон, белая маска, скрывающая лицо и делающая взгляд безразличным, полное безмолвие и медленная качающаяся походка) работают на то, чтобы лишить персонажа индивидуальности и представить его как идеал безжалостного убийцы, воплощение зла. На это же направлены те немногие сведения о личности Майерса, которые раскрываются зрителю на протяжении фильма.
Зрителю никогда не даётся возможность разглядеть его вблизи: либо Майерс появляется вдалеке и на большом расстоянии, либо его скрывают темнота и тени. Карпентер с самого начала планировал наделить Майерса ореолом сверхъестественного: в финале он не гибнет, а таинственно исчезает, Томми называет Майкла Boogeyman, что примерно можно перевести как бука, а в титрах Майерс назван Призраком (англ. The Shape). По мнению обозревателя Globe and Mail, в основе каждого хорошего фильма ужасов лежит какой-то забытый и ушедший в подсознание страх, который при просмотре фильма выходит наружу. Образ Майкла Майерса направлен именно на то, чтобы воскресить подобные детские страхи неведомого.
При этом многие приёмы Карпентера не были в полной мере новаторскими. Перспектива «от первого лица» использовалась другими режиссёрами и раньше, в том числе в одном из эпизодов «Психо» Альфреда Хичкока, фильма, по мнению многих больше всего повлиявшего на «Хэллоуин». Мотив долгого наблюдения за жертвой на грани вуайеризма Карпентер мог позаимствовать из вышедшего в один год с «Психо» триллера британского режиссёра Майкла Пауэлла «Подглядывающий». «Хэллоуин» не был и первым фильмом ужасов, в котором атмосфера ужаса достигается без кровавых сцен насилия: кроме уже упоминавшегося «Психо» (Хичкока вообще часто называют создателем эффекта саспенса) можно отметить вышедший за четыре года до «Хэллоуина» и также ставший классикой жанра фильм Тоуба Хупера «Техасская резня бензопилой».
«Хэллоуин» не избежал негативных рецензий. Кинокритик Полин Кейл («The New Yorker»), отдавая должное умению режиссёра создать и поддерживать атмосферу страха, в целом подвергла фильм разгромной критике, указывая на нелогичность сюжета, чрезмерное использование эффекта «камеры от первого лица» и общую вторичность фильма, основанного на заимствованиях из Хичкока, Де Пальмы и сценариев Вэла Льютона. В завершение она замечает: «Когда в фильме ужасов нет ничего кроме тупого ощущения страха, когда в нём не стесняются реанимировать самый избитый приём жанра (сбежавшего лунатика), он приносит зрителю примитивное, детское удовлетворение по сравнению с [более] утончёнными фильмами в стиле хоррор». Variety охарактеризовал «Хэллоуин» как фильм с многообещающим началом, но предсказуемым концом.
Журнал TV Guide довольно высоко оценил «Хэллоуин», однако охарактеризовал попытки сравнивать его с «Психо» как «глупые и безосновательные», так как, в отличие от классического фильма Хичкока, «Хэллоуин» — не более чем «великолепно сделанный, но ни на что не претендующий триллер».

### Музыка
Важной составляющей фильма стало музыкальное сопровождение. Главная тема фильма — это монотонная фортепианная мелодия, исполненная в размере 5/4. Тема была написана и исполнена самим Карпентером. В титрах упоминается «филармонический оркестр Боулинг Грин», якобы исполняющий музыку к фильму, но в реальности его никогда не существовало. При работе над музыкой в «Хэллоуине» и некоторых других своих фильмах Карпентер сотрудничал с композитором Дэном Уайманом (англ. Dan Wyman), профессором из Университета Сан-Хосе.
По словам кинокритика Джеймса Берардинелли, «несмотря на то, что главная тема сравнительно проста и незамысловата, музыка в „Хэллоуине“ — это одно из главных достоинств фильма» (англ. Despite being relatively simple and unsophisticated, Halloween's music is one of its strongest assets), а главная тема остаётся одной из самых узнаваемых мелодий в жанре хоррор.
Песня (Don’t Fear) The Reaper «Blue Öyster Cult», играющая в сцене поездки Лори с Энни, была одной из любимых у Карпентера. Он придумал музыку ещё на стадии написания сценария. Минималистичный и повторяющийся саундтрек слегка напоминал ему о музыке из «Суспирии» (1977) Дарио Ардженто и композиции Майка Олдфилда Tubular Bells, звучавшей в фильме «Изгоняющий дьявола» (1973) Фридкина. Дебра Хилл называла среди источников вдохновения другой фильм Ардженто — «Кроваво-красное» (1975).
В фильме также звучит безымянная песня, исполненная группой The Coupe DeVilles, в которой играли сам Карпентер и несколько его друзей. В 1980-х был издан саундтрек к фильму, в который не вошла «(Don’t Fear) The Reaper».

## Влияние
«Хэллоуин» оказал большое влияние на кинематограф, особенно на жанр фильмов ужасов; он часто считается прародителем жанра слэшер (фильм ужасов, главным героем которого является маньяк, последовательно убивающий подростков). Однако его значение этим не ограничивается; многие кинематографические находки Карпентера имеют самостоятельную ценность.
Подтверждением признания «Хэллоуина» стало внесение его в 2006 году Библиотекой Конгресса в Национальный реестр фильмов, в который включаются фильмы, «имеющие культурное, историческое или эстетическое значение». В решении Библиотеки Конгресса отмечалось, что почерк Карпентера «делает „Хэллоуин“ уникальным произведением искусства, пугающим и вехой в истории фильмов ужасов». В 2007 году AOL назвала «Хэллоуин» величайшим фильмом ужасов в истории. Несколькими годами ранее Американский институт киноискусства внёс фильм в свой список 100 самых остросюжетных американских фильмов за 100 лет, поставив его на 68-е место.
До определённой степени предшественником «Хэллоуина» и жанра слэшер вообще можно считать фильм «Чёрное Рождество» режиссёра Боба Кларка (1974 год), поклонником которого был Карпентер. Степень влияния «Чёрного Рождества» на «Хэллоуин» остаётся предметом споров, однако в любом случае, «Чёрное Рождество» не получило широкой известности за пределами Канады и было заново открыто уже после того, как слэшеры стали популярными, в то время как фильм Карпентера добился огромных кассовых сборов и привлёк внимание ведущих кинокритиков.
После успеха «Хэллоуина» в 1980-х и 1990-х появились другие фильмы, в основе которых лежала история о маньяке, преследующем подростков. Некоторые из них, такие как «Пятница, 13-е» и «Кошмар на улице Вязов» впоследствии вылились в серии фильмов. Сам Карпентер впоследствии говорил, что «даже не представлял, какой эффект он [фильм] произведёт. Этот фильм положил начало тренду, который к концу восьмидесятых сделал фильмы ужасов непопулярными».
Одним из важных элементов слэшера, впервые появившихся в «Хэллоуине», является неписаное правило, согласно которому маньяка побеждает девушка, ведущая целомудренный образ жизни (не употребляющая алкоголь и наркотики, часто девственница), в то время как её сверстники, становящиеся жертвами маньяка, неразборчивы в сексуальных связях и других развлечениях. Правда, в фильме есть небольшое отступление от правила: героиня Джейми Ли Кёртис в одном из эпизодов курила марихуану. Наиболее полно этот ход был воплощён в «Крике» Уэса Крэйвена, где один из персонажей формулирует набор «правил», соблюдение которых может спасти от убийцы. В фильме «Очень страшное кино» эта особенность слэшеров неоднократно пародируется.
«Хэллоуин» часто обвиняли в том, что он представляет опасность для общества. Слэшер нередко считают жанром, пропагандирующим садизм и женоненавистничество.
Перспектива «от первого лица», по мнению некоторых, побуждает зрителя отождествлять себя с убийцей и получать удовольствие от созерцания беззащитной жертвы.
Житель Лондона Дэниел Гонсалес совершил несколько убийств. После ареста он сравнивал их с убийствами из «Хэллоуина».
По словам историка кино Николаса Роджерса, некоторые феминистки считали такие фильмы, как «Хэллоуин», унижающими достоинство женщины так же, как жёсткая порнография. С другой стороны, феминистка и кинокритик Кэрол Джей Кловер писала, что именно в слэшерах женщина сменила амплуа беспомощной жертвы, которую спасает мужчина, на амплуа героини, которая единственной выживает и в финале убивает маньяка, названное Кловер «последней девушкой» (final girl). Несмотря на то, что в «Хэллоуине» Лори чудом не погибла (в последний момент её спас Лумис), Кловер полагает, что типаж «последней девушки» возник благодаря героине Кёртис.
Существовала интерпретация «Хэллоуина» и других слэшеров как фильмов, пропагандирующих традиционные семейные ценности, поскольку как правило подростки, которые гибнут от руки маньяка, нарушают нормы морали — практикуют беспорядочные половые связи и употребляют наркотики.

## Сиквелы

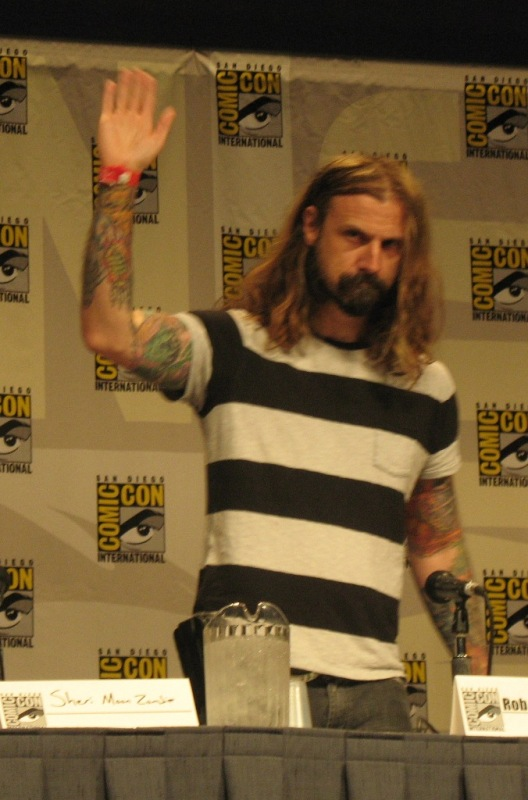
Роб Зомби в 2007 году

Одним из последствий коммерческого успеха «Хэллоуина» стали семь сиквелов и снятый в 2007 году Робом Зомби ремейк. В работе над «Хэллоуином 2» (1981 год), который рассказывает о событиях, последовавших за описанной в первой части истории, участвовали все создатели «Хэллоуина». Хотя режиссёром стал Рик Розенталь, сценарий был написан Карпентером и Хилл, Карпентер также написал музыку к фильму и поставил отдельные сцены, роли Лори Строуд и Сэма Лумиса исполнили соответственно Джейми Ли Кёртис и Дональд Плезенс. Третий фильм «Хэллоуин 3: Время ведьм» был снят многолетним другом и соратником Карпентера Томми Ли Уоллесом, в числе продюсеров были Карпентер и Хилл, Карпентер был одним из композиторов. При этом сюжет фильма никак не был связан с историей Майкла Майерса. К последующим сиквелам Карпентер и Хилл никакого отношения не имели, но в некоторых из них играли Джейми Ли Кёртис и Плезенс. Мустафа Аккад сохранил права на товарный знак и был исполнительным продюсером всех фильмов из серии о Хэллоуине до своей гибели в 2005 году в результате теракта в Аммане.
В «Хэллоуине 2» «выясняется», что Лори — сестра Майкла Майерса, которую семья Строудов удочерила после смерти Майерсов, пока Майкл находился в психиатрической больнице, и в последующих фильмах эта родственная связь сохранялась. Это позволяло объяснить, почему Майкл так настойчиво преследовал Лори. В оригинальном фильме её не было.
За исключением «Хэллоуина 3» главным героем сиквелов оставался Майкл Майерс, во многих фильмах фигурировали также Лори Строуд и Сэм Лумис, местом действия по-прежнему был Хэддонфилд. Сиквелы не сохраняли особенностей режиссёрского стиля Карпентера, содержали больше сцен насилия и в целом не имели успеха у критиков. При этом бюджеты всех фильмов во много раз превышали бюджет оригинала: у «Хэллоуина 2» он составил 2 500 000 долларов, у вышедшего в 2002 году «Хэллоуин: Воскрешение» — 15 000 000 долларов.
Среди всех режиссёров, снимавших фильмы из «хэллоуиновской» серии, только Рик Розенталь снял более одного фильма — «Хэллоуин 2» и «Хэллоуин: Воскрешение».
В августе 2009 году Роб Зомби предоставит публике продолжение «своего» Хэллоуина под рабочим названием «Хэллоуин: Дьявол среди нас» (Halloween: The Devil Walks Among Us). Роб Зомби утверждает, что его сиквел не имеет ничего общего с оригинальным Хэллоуином 2 1981 года. Главная интрига фильма в том, что 70 % экранного времени Майкл Майерс будет без маски.

## Адаптации
В 1979 году издательство Bantam Books выпустило роман Кёртиса Ричардса «Хэллоуин», основанный на фильме. В 1982 году вышел дополнительный тираж.
Роман повествует о событиях, показанных в фильме, но захватывает и эпизоды и целые сюжетные линии, которые в фильме отсутствуют, например, пребывание Майерса в лечебнице в Смитс Гроув. Также в романе большее внимание уделяется мистике — проклятию Самайна.
В 1983 году вышла игра для приставки Atari 2600 под названием Halloween (компания Wizard Video). Игрок выступает в роли няни, которая должна спасать детей от вооружённого ножом маньяка и при этом не погибнуть сама. При крайне простой графике игра тем не менее содержала кровавую сцену: когда маньяк убивает сиделку, вместо её головы появляется фонтан крови. Предположительно из-за того, что создатели игры не хотели делать отчисления в пользу правообладателей, персонажи игры не имеют имён. Однако в игре звучит написанная Карпентером главная тема фильма.

## Награды и номинации
- 1979 — фильм выдвинут на премию «Сатурн» в номинации «Лучший фильм ужасов», но уступил фильму «Плетёный человек» (1973 год)[58].
- 1979 — Премия Лос-Анджелесской ассоциации кинокритиков в номинации «Новое поколение» (New Generation Award) — Джон Карпентер[59].
- 1979 — Кинофестиваль в Авориазе — «Приз критики»[60].